# EBaseball Pro jakjú Spirits
Az eBaseball Pro jakjú Spirits (korábban Pro jakjú Spirits), nemzetközi címén Professional Baseball Spirits baseballvideójáték-sorozat, Dzsikkjó Powerful Pro jakjú mellékága, melyet a Konami fejleszt és jelentet meg.

## Áttekintés
A sorozat anyajátéka az 1994 óta éves rendszerességgel futó Dzsikkjó Powerful Pro jakjú, melynek képi világa az eltúlzott testarányú szereplőivel elrugaszkodik a valóságtól. A Pro jakjú Spirits első elődjátéka Pro jakjú Japan 2001 címmel jelent meg 2001. november 8-án PlayStation 2 otthoni konzolra. Ezt a következő két évben a The Baseball 2002: Battle Ballpark szengen és a The Baseball 2003: Battle Ballpark szengen Perfect Play Pro jakjú követte. Előbbi 2002. március 28-án jelent meg PlayStation 2 és Xbox konzolokra, míg utóbbi 2003. március 20-án PlayStation 2 és Nintendo GameCube platformokra. A 2003-as kiadásnak a szezon végén egy játékoskeret frissítése is megjelent. Mindkét játék a Nippon TV japán televízióadó Cugi no sunkan, acukunare. The Baseball című Nippon Professional Baseball-mérkőzések közvetítésének betétjátéka volt.
A sorozat első játéka, a Pro jakjú Spirits 2004 2004. március 25-én jelent meg, kizárólag PlayStation 2-re. A játék már nem kapcsolódik a Nippon TV műsorához, így kommentátora Jamagucsi Fudzsio szabadúszó bemondó, akit Tao Jaszusi, Akijama Kódzsi, Usidzsima Kazuhiko és Mijamoto Kazutomo szakkommentátorok egészítenek ki. A játéknak a szezon lezártával megjelent egy Climax alcímű játékoskeret frissítése. A sorozatnak 2015-ig évente jelent meg az aktuális szezonhoz igazított játéka, a következő főjáték 2019-ben jelent meg. A 2019-es kiadás átvette a Dzsikkjó Powerful Pro jakjú sorozatban bevezetett 2 szezonra vonatkozó ingyenes játékoskeret-frissítéseket.
A Pro jakjú Spirits játékmenetének alapját a Dzsikkjó Powerful Pro jakjú anyasorozatából kölcsönzi, annak legtöbb játékmódját átemelve, azonban az évek folyamán számos saját játékmechanikai elemet is felmutatott, melyek nagy részét később bedolgozták az anyasorozatba.

## Játékok
A sorozatot a Pro jakjú Spirits 2 című epizódig a Konami, utána a Konami Digital Entertainment (KDE-J) jelentette meg.
| Cím                                              | Platform                                              | Megjelenés                                       |
| ------------------------------------------------ | ----------------------------------------------------- | ------------------------------------------------ |
| Pro jakjú Spirits 2004                           | PlayStation 2                                         | 2004. március 25.                                |
| Pro jakjú Spirits 2004 Climax                    | PlayStation 2                                         | 2004. szeptember 16.                             |
| Pro jakjú Spirits 2                              | PlayStation 2                                         | 2005. április 7.                                 |
| Pro jakjú Spirits 3                              | PlayStation 2, Xbox 360                               | 2006. április 6.                                 |
| Pro jakjú Spirits 4                              | PlayStation 3, PlayStation 2                          | 2007. április 1.                                 |
| Pro jakjú Spirits 5 Pro jakjú Spirits 5 kazenban | PlayStation 3, PlayStation 2                          | 2008. április 1 (5) 2008. december 4. (kazenban) |
| Pro jakjú Spirits 6                              | PlayStation 3, PlayStation 2                          | 2009. július 16.                                 |
| Pro jakjú Spirits 2010                           | PlayStation 3, PlayStation 2, PlayStation Portable    | 2010. április 1.                                 |
| Pro jakjú Spirits 2011                           | PlayStation 3, PlayStation Portable, Nintendo 3DS     | 2011. április 14.                                |
| Pro jakjú Spirits 2012                           | PlayStation 3, PlayStation Portable, PlayStation Vita | 2012. március 29.                                |
| Pro jakjú Spirits 2013                           | PlayStation 3, PlayStation Portable, PlayStation Vita | 2013. március 20.                                |
| Pro jakjú Spirits 2014                           | PlayStation 3, PlayStation Portable, PlayStation Vita | 2014. március 20.                                |
| Pro jakjú Spirits Living Manager                 | G-cluster, Hikari TV Game                             | 2014. március 28.                                |
| Pro jakjú Spirits 2015                           | PlayStation 3, PlayStation Vita                       | 2015. március 26.                                |
| Pro jakjú Spirits A                              | iOS, Android                                          | 2015. október 21.                                |
| Pro jakjú Spirits 2019                           | PlayStation 4, PlayStation Vita                       | 2019. július 18.                                 |
| eBaseball Pro jakjú Spirits 2021: Grand Slam     | Nintendo Switch                                       | 2021. július 8.                                  |

## Kommentátorok
| Játék                                                                | Kommentátor       | Szakkommentátor                                                                       |
| -------------------------------------------------------------------- | ----------------- | ------------------------------------------------------------------------------------- |
| Pro jakjú Spirits 2004 Pro jakjú Spirits 2004 Climax                 | Jamagucsi Fudzsio | Tao Jaszusi, Akijama Kódzsi, Usidzsima Kazuhiko, Mijamoto Kazutomo                    |
| Pro jakjú Spirits 2                                                  | Jamagucsi Fudzsio | Kanemura Josiaki, Tacukava Micuo, Nisizaki Jukihiro, Mijamoto Kazutomo                |
| Pro jakjú Spirits 3 Pro jakjú Spirits 4 Pro jakjú Spirits 5          | Jamagucsi Fudzsio | Tao Jaszusi, Tacukava Micuo, Nisizaki Jukihiro, Mijamoto Kazutomo                     |
| Pro jakjú Spirits 6 Pro jakjú Spirits 2010 Pro jakjú Spirits 2011    | Jamagucsi Fudzsio | Tao Jaszusi, Tacukava Micuo, Kuroki Tomohiro                                          |
| Pro jakjú Spirits 2012                                               | Jamagucsi Fudzsio | Tao Jaszusi, Tacukava Micuo, Kuroki Tomohiro, Itó Cutomu                              |
| Pro jakjú Spirits 2013 Pro jakjú Spirits 2014 Pro jakjú Spirits 2015 | Micuhasi Taiszuke | Komijama Szatoru, Nisi Tosihisza                                                      |
| Pro jakjú Spirits A                                                  | Micuhasi Taiszuke | Nincs→Komijama Szatoru, Nisi Tosihisza (a 2016. október 20-án megjelent frissítéstől) |
| Pro jakjú Spirits 2019                                               | Micuhasi Taiszuke | Komijama Szatoru, Nisi Tosihisza, Akahosi Norihiro, Szatozaki Tomoja                  |

## Fogadtatás

### Kritikai fogadtatás
A sorozat tagjai általánosságban kedvező kritikai fogadtatásban részesültek. A Famicú japán szaklap írói általában kedvező kritikával fogadják a sorozat tagjait, 1 epizódot ezüstdíjjal (30–31/40-es pontszám), 8 epizódot aranydíjjal (32–34/40-es pontszám), míg 17 epizódot platinadíjjal (35–39/40-es pontszám) jutalmaztak, ezzel szemben mindössze a sorozat 1 tagját értékelték 30/40-es pontszám alatt.
| Év        | Játék                  | Famicú-pontszám                             |
| Főjátékok | Főjátékok              | Főjátékok                                   |
| --------- | ---------------------- | ------------------------------------------- |
| 2004      | Pro jakjú Spirits 2004 | 34/40 (PS2)                                 |
| 2005      | Pro jakjú Spirits 2    | 34/40 (PS2)                                 |
| 2006      | Pro jakjú Spirits 3    | 34/40 (PS2) 36/40 (X360)                    |
| 2007      | Pro jakjú Spirits 4    | 32/40 (PS2) 35/40 (PS3)                     |
| 2008      | Pro jakjú Spirits 5    | 32/40 (PS2) 35/40 (PS3)                     |
| 2009      | Pro jakjú Spirits 6    | 33/40 (PS2) 37/40 (PS3)                     |
| 2010      | Pro jakjú Spirits 2010 | 32/40 (PS2) 33/40 (PS3) 35/40 (PSP)         |
| 2011      | Pro jakjú Spirits 2011 | 35/40 (PS3) 35/40 (PSP) nem tesztelve (3DS) |
| 2012      | Pro jakjú Spirits 2012 | 35/40 (PS3) 35/40 (PSP) 37/40 (PS Vita)     |
| 2013      | Pro jakjú Spirits 2013 | 36/40 (PS3) 30/40 (PSP) 35/40 (PS Vita)     |
| 2014      | Pro jakjú Spirits 2014 | 37/40 (PS3) 29/40 (PSP) 37/40 (PS Vita)     |
| 2015      | Pro jakjú Spirits 2015 | 36/40 (PS3) 36/40 (PS Vita)                 |
| 2019      | Pro jakjú Spirits 2019 | 37/40 (PS4)                                 |

### Kereskedelmi fogadtatás
| Év                  | Cím                           | Platform                                            | Eladások                                    | Eladások                                     |
| Év                  | Cím                           | Platform                                            | Első hét                                    | Összesen                                     |
| Főjátékok           | Főjátékok                     | Főjátékok                                           | Főjátékok                                   | Főjátékok                                    |
| ------------------- | ----------------------------- | --------------------------------------------------- | ------------------------------------------- | -------------------------------------------- |
| 2004                | Pro jakjú Spirits 2004        | PlayStation 2                                       | 32 270                                      | 116 134                                      |
| 2005                | Pro jakjú Spirits 2           | PlayStation 2                                       | 69 244                                      | 175 660                                      |
| 2006                | Pro jakjú Spirits 3           | PlayStation 2 Xbox 360                              | 74 093 (PS2) 2923 (X360)                    | 157 477 (PS2) 5681 (X360)                    |
| 2007                | Pro jakjú Spirits 4           | PlayStation 2 PlayStation 3                         | 39 444 (PS2) 18 584 (PS3)                   | 196 981 (PS2) 68 831 (PS3)                   |
| 2008                | Pro jakjú Spirits 5           | PlayStation 2 PlayStation 3                         | 80 254 (PS2) 49 663 (PS3)                   | 199 789 (PS2) 103 545 (PS3)                  |
| 2009                | Pro jakjú Spirits 6           | PlayStation 2 PlayStation 3                         | 49 812 (PS2) 73 038 (PS3)                   | 118 503 (PS2) 135 110 (PS3)                  |
| 2010                | Pro jakjú Spirits 2010        | PlayStation 2 PlayStation 3 PlayStation Portable    | 23 055 (PS2) 83 202 (PS3) 62 027 (PSP)      | 72 004 (PS2) 170 033 (PS3) 206 786 (PSP)     |
| 2011                | Pro jakjú Spirits 2011        | PlayStation 3 PlayStation Portable Nintendo 3DS     | 93 646 (PS3) 74 888 (PSP) 12 071 (3DS)      | 176 964 (PS3) 223 511 (PSP) 56 017 (3DS)     |
| 2012                | Pro jakjú Spirits 2012        | PlayStation 3 PlayStation Portable PlayStation Vita | 91 930 (PS3) 66 258 (PSP) 15 830 (PS Vita)  | 167 726 (PS3) 156 549 (PSP) 35 750 (PS Vita) |
| 2013                | Pro jakjú Spirits 2013        | PlayStation 3 PlayStation Portable PlayStation Vita | 109 578 (PS3) 81 467 (PSP) 21 703 (PS Vita) | 190 855 (PS3) 172 032 (PSP) 46 325 (PS Vita) |
| 2014                | Pro jakjú Spirits 2014        | PlayStation 3 PlayStation Portable PlayStation Vita | 70 208 (PS3) 31 494 (PSP) 28 944 (PS Vita)  | 133 927 (PS3) 79 939 (PSP) 54 322 (PS Vita)  |
| 2014                | Pro jakjú Spirits 2015        | PlayStation 3 PlayStation Vita                      | 63 648 (PS3) 38 519 (PS Vita)               | 125 608 (PS3) 90 666 (PS Vita)               |
| 2019                | Pro jakjú Spirits 2019        | PlayStation 4 PlayStation Vita                      | 175 189 (PS4) 44 270 (PS Vita)              | 258 382 (PS4) 63 420 (PS Vita)               |
| Frissített kiadások |                               |                                                     |                                             |                                              |
| 2004                | Pro jakjú Spirits 2004 Climax | PlayStation 2                                       | 14 572                                      | 38 476                                       |
| 2008                | Pro jakjú Spirits 5 kazenban  | PlayStation 2 PlayStation 3                         | 15 265 (PS2) 12 636 (PS3)                   | 45 355 (PS2) 42 862 (PS3)                    |